# 333005 Haberle
333005 Haberle este o planetă minoră (asteroid) din centura de asteroizi. A fost descoperită pe 13 februarie 2010 la Mount Lemmon⁠(d) de Mount Lemmon Survey⁠(d). 
Obiectul prezintă o orbită caracterizată de o semiaxă mare de 3,1343461150476 UAi, o excentricitate de 0,060259166356199, o înclinație de 17,319212630728 ° în raport cu ecliptica.